# Casa Divin Maestro

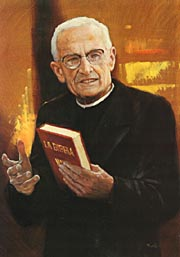
Giacomo Alberione, stichter van het huis

Het Casa Divin Maestro (Huis van de goddelijke Meester) is een retraitehuis van de paters miniemen in het Italiaanse Ariccia. Het huis ligt aan het Meer van Albano in de Albaanse Heuvels en dicht in de buurt van het pauselijk buitenverblijf van Castel Gandolfo.
Het huis werd in 1971 gesticht door de zalige Giacomo Alberione, die leiding gaf aan het apostolaat van de miniemen. Het is bedoeld als accommodatie voor retraites; in de eerste plaats die van de miniemen zelf, in de tweede plaats voor priesters en groepen leken. Het huis biedt ruimte aan 120 gastenkamers.
In 2014 werd het huis door paus Franciscus uitgekozen als plaats voor de jaarlijkse vastenretraite van paus en curie. Tot dan toe vonden deze retraites altijd plaats in het apostolisch paleis in Vaticaanstad. Daarbij hielden de leden van de curie zich op in de Redemptoris Materkapel, terwijl de paus zelf vanuit een belendende ruimte meeluisterde naar de retraite. Doorgaans werd de retraite verzorgd door een hoge prelaat. In 2014 liet de paus zijn oog vallen op de Romeinse priester Angelo De Donatis. De paus en de leden van de curie die deelnamen aan de retraite, verbleven allen in het Casa Divin Maestro.